# Leurospondylus ultimus
Il leurospondilo (Leurospondylus ultimus) è un rettile acquatico estinto, appartenente ai plesiosauri. Visse nel Cretaceo superiore (Maastrichtiano, circa 70 milioni di anni fa) e i suoi resti fossili sono stati ritrovati in Nordamerica (Alberta). È uno degli ultimi plesiosauri noti.

## Descrizione
Questo rettile acquatico è conosciuto principalmente per uno scheletro incompleto privo di cranio, ritrovate nella formazione Horseshoe nei pressi del Red Deer River in Alberta, che ha restituito anche i fossili di molti dinosauri. Come tutti i plesiosauri, Leurospondylus possedeva un lungo collo, un corpo appiattito e quattro zampe di eguali dimensioni, trasformate in strutture simili a pinne. Del primo esemplare descritto, un giovane, sono state ritrovate 12 vertebre cervicali ma si suppone che l'animale in vita dovesse averne avute almeno il doppio; secondo Welles, che studiò a fondo l'esemplare nel 1962, queste vertebre erano insolitamente corte e simili a quelle dei pliosauri (plesiosauri dal collo corto), mentre altre caratteristiche (la forma del pube, scapola e coracoide) richiamavano gli elasmosauri (plesiosauri dal lunghissimo collo). Si suppone che l'esemplare giovane di Leurospondylus possa aver raggiunto i 3 metri di lunghezza, ma non è nota la misura di un adulto.

## Classificazione
Leurospondylus è stato descritto per la prima volta da Barnum Brown nel 1913. Uno studio dettagliato successivo (Welles, 1962) mise in luce similitudini tra questo animale e la famiglia degli elasmosauridi, ma altre caratteristiche richiamano i pliosauri. Attualmente si ritiene che Leurospondylus fosse un rappresentante dei plesiosauroidi, il gruppo che comprende tutti i plesiosauri dal collo lungo, ma non è sicura l'appartenenza a una famiglia specifica. Potrebbe anche essere un giovane di una specie già nota.

## Importanza paleoecologica
I resti fossili di Leurospondylus sono stati ritrovati in sedimenti che, nel Cretaceo superiore, ospitavano un ambiente di acqua dolce; dal momento che l'esemplare era un giovane, è stato speculato che alcuni plesiosauri passassero la prima parte della loro vita in ambienti di estuario o di acqua dolce, per poi migrare in mare aperto. Alcune specie di plesiosauri, in ogni caso, sono note per essere vissute in acque dolci anche in forma adulta (ad esempio Bishanopliosaurus e Leptocleidus), e non è chiaro se questo fosse il caso di Leurospondylus.

## Significato del nome
Il nome generico Leurospondylus deriva dalle parole greche leuros ("liscio, piatto") e spondylos ("vertebra"), e si riferisce alle vertebre piatte, che contrastavano con quelle dalle superfici articolari concave della maggior parte dei plesiosauri. L'epiteto specifico, ultimus, deriva dal fatto che al tempo della descrizione dell'esemplare Leurospondylus era considerato il più recente plesiosauro noto. Successivamente sono stati descritti altri plesiosauri più recenti (come quelli provenienti dalla formazione Moreno in California, ovvero Morenosaurus, Aphrosaurus e Fresnosaurus, o il neozelandese Mauisaurus).